# Моисеевское муниципальное образование
Моисеевское муниципальное образование — сельское поселение в Заларинском районе Иркутской области Российской Федерации.
Административный центр — село Моисеевка.

## Население
| 2010  | 2011  | 2012  | 2013  | 2014  | 2015  | 2016  |
| ----- | ----- | ----- | ----- | ----- | ----- | ----- |
| 1937  | ↘1934 | ↗1957 | ↘1941 | ↗1951 | ↘1924 | ↗1925 |
| 2017  |       |       |       |       |       |       |
| ↘1897 |       |       |       |       |       |       |

По результатам Всероссийской переписи населения 2010 года
численность населения муниципального образования составила 1937 человек, в том числе 954 мужчины и 983 женщины.

## Состав сельского поселения
| № | Населённый пункт | Тип населённого пункта       | Население |
| - | ---------------- | ---------------------------- | --------- |
| 1 | Березкина        | деревня                      | ↗181      |
| 2 | Благодатный      | участок                      | ↘191      |
| 3 | Большая Заимка   | деревня                      | ↗298      |
| 4 | Верхний          | участок                      | ↗51       |
| 5 | Моисеевка        | село, административный центр | ↘615      |
| 6 | Первое Мая       | участок                      | →26       |
| 7 | Тагна            | деревня                      | ↗595      |

### Упразднённые населённые пункты
- Андреевка
- Ивановка
- Графский[10][11]
- Рангина
- Уршаты